# ازدحام الشبكة
ازدحام الشبكة (بالإنجليزية: Network congestion)‏ هو تدهور في جودة الخدمة التي تقدمها الشبكة عندما تحاول نقل بيانات أكثر من سعتها. من أهم أعراض الاختناق: بطء نقل البيانات و فقدان طرود البيانات و عدم القدرة على بدء وصلات جديدة. أهم نتائج الاختناق هي أن أي زيادة في الحمل على الشبكة يؤدي إلى زيادة طفيفة أو نقصان في إنتاجيتها. عند زيادة الحمل عن حد معين تصل الشبكة إلى حالة مستقرة تسمى الانهيار الاختناقي. في حالة الانهيار الاختناقي يكون الطلب من مستخدمي الشبكة عالي بينما تنخفض إنتاجية الشبكة المفيدة إلى جزء صغير من إنتاجيتها ,حيث أن الإنتاجية تهدر في نقل طرود تفقد قبل أن تصل لوجهتها.
تستخدم الشبكات عدة طرق للتحكم في الاختناق أو لتفاديه. تتضمن تلك طرق التراجع الأسي و الذي يستخدم كجزء أساسي من آي إي إي إي 802.11 و هي سلسلة من البروتوكولات التي تعتمد عليها شبكات الواي فاي. و تعتبر طريقة تصغير النافذة من طرق التحكم في الاختناق المستخدمة في بروتوكول التحكم في الارسال. و من طرق تفادي الاختناق تحديد السعة المسموحة لكل وصلة في الشبكة بناء على سعة الشبكة.